# Stazione meteorologica di Teana
La stazione meteorologica di Teana è la stazione meteorologica di riferimento relativa alla località di Teana.

## Coordinate geografiche
La stazione meteorologica è situata nell'Italia meridionale, in Basilicata, in provincia di Potenza, nel comune di Teana, a 800 metri s.l.m. e alle coordinate geografiche 40°08′N 16°09′E.

## Dati climatologici
Secondo i dati medi del trentennio 1961-1990, la temperatura media del mese più freddo, gennaio, si attesta a +4,7 °C, mentre quella del mese più caldo, agosto, è di +22,4 °C .
| Teana              | Mesi | Mesi | Mesi | Mesi | Mesi | Mesi | Mesi | Mesi | Mesi | Mesi | Mesi | Mesi | Stagioni | Stagioni | Stagioni | Stagioni | Anno |
| Teana              | Gen  | Feb  | Mar  | Apr  | Mag  | Giu  | Lug  | Ago  | Set  | Ott  | Nov  | Dic  | Inv      | Pri      | Est      | Aut      | Anno |
| ------------------ | ---- | ---- | ---- | ---- | ---- | ---- | ---- | ---- | ---- | ---- | ---- | ---- | -------- | -------- | -------- | -------- | ---- |
| T. max. media (°C) | 7,1  | 7,7  | 10,2 | 14,3 | 19,9 | 24,3 | 27,8 | 27,8 | 22,7 | 16,1 | 11,6 | 7,8  | 7,5      | 14,8     | 26,6     | 16,8     | 16,4 |
| T. min. media (°C) | 2,4  | 2,5  | 4,0  | 7,0  | 11,0 | 14,1 | 16,8 | 16,9 | 13,6 | 9,4  | 6,2  | 3,3  | 2,7      | 7,3      | 15,9     | 9,7      | 8,9  |